# Den längsta dagen (film)
Den längsta dagen (originaltitel: The Longest Day) är en amerikansk krigsfilm från 1962. Manuskriptet är skrivet av bland andra Cornelius Ryan, baserat på Ryans bok med samma titel. Filmen är inspelad på tre språk, engelska, franska och tyska med en internationell skådespelarensemble. Den hade svensk premiär 12 oktober 1962 på biografen Rigoletto i Stockholm.
På Oscarsgalan 1963 fick Den längsta dagen fem nomineringar, för bland annat bästa film, och vann två för bästa foto – svartvit och bästa specialeffekter.

## Handling
Den längsta dagen är baserad på historiska händelser och handlar om förberedelserna och den första dagens aktiviteter under landstigningen i Normandie, den 6 juni 1944.

## Rollista
| Skådespelare    | Roll                                                                                               |
| --------------- | -------------------------------------------------------------------------------------------------- |
| Eddie Albert    | Överste Thompson, 29th Infantry Division                                                           |
| Paul Anka       | US Army Ranger                                                                                     |
| Richard Beymer  | Menige Arthur 'Dutch' Schultz, 82nd Airborne Division                                              |
| Red Buttons     | John Steele, 82nd Airborne Division                                                                |
| Mark Damon      | Menige Harris                                                                                      |
| Ray Danton      | Kapten Frank                                                                                       |
| Fred Dur        | US Army Ranger Major                                                                               |
| Fabian Forte    | US Army Ranger                                                                                     |
| Mel Ferrer      | Generalmajor Robert Haines                                                                         |
| Henry Fonda     | Brigadgeneral Theodore Roosevelt Jr., ställföreträdande befälhavare för 4th Infantry Div.          |
| Steve Forrest   | Kapten Harding, 82nd Airborne Division                                                             |
| Henry Grace     | General Dwight D. Eisenhower, Supreme Allied Commander                                             |
| Peter Helm      | Ung G.I.                                                                                           |
| Jeffrey Hunter  | Sergeant (Senare Löjtnant) John H. Fuller                                                          |
| Alexander Knox  | Generallöjtnant Walter Bedell Smith, Stabschef för SHAEF                                           |
| Dewey Martin    | Menige Wilder (bortklippt roll)                                                                    |
| Roddy McDowall  | Menige Morris, 4th Infantry Division                                                               |
| John Meillon    | Amiral Alan G. Kirk, Senior US Naval Commander                                                     |
| Sal Mineo       | Menige Martini                                                                                     |
| Robert Mitchum  | Brigadgeneral Norman Cota, Bitr. befälhavare för 29th Infantry Div.                                |
| Edmond O'Brien  | Major General Raymond O. Barton, befälhavare för 4th Infantry Div.                                 |
| Ron Randell     | Joe Williams                                                                                       |
| Robert Ryan     | Brigadgeneral James M. Gavin, Bitr. befälhavare för 82nd Airborne Div.                             |
| Tommy Sands     | US Army Ranger                                                                                     |
| George Segal    | US Army Ranger                                                                                     |
| Rod Steiger     | Jagarbefälhavare                                                                                   |
| Nicholas Stuart | Generallöjtnant Omar N. Bradley, Befälhavare för US First Army                                     |
| Tom Tryon       | Löjtnant Wilson, 82nd Airborne Division                                                            |
| Robert Wagner   | US Army Ranger                                                                                     |
| John Wayne      | Överstelöjtnant Benjamin Vandervoort, befälhavare för 2nd Battalion, 505th Parachute Infantry Reg. |
| Stuart Whitman  | Löjtnant Sheen, 82nd Airborne Division                                                             |

| Skådespelare           | Roll                                                                                         |
| ---------------------- | -------------------------------------------------------------------------------------------- |
| Patrick Barr           | Gruppkapten James Martin Stagg                                                               |
| Richard Burton         | Premiärlöjtnant David Campbell                                                               |
| Bryan Coleman          | Ronald Callen                                                                                |
| Sean Connery           | Menige Flanagan                                                                              |
| Leslie de Laspee       | Menige Bill Millin, No. 4 Commando (Blåsare på stranden)                                     |
| Frank Finlay           | Menige Coke, 2nd Oxford & Bucks L.I.                                                         |
| Harry Fowler           | Fallskärmsjägare, 6th Airborne Division                                                      |
| Bernard Fox            | Menige Hutchinson, 3rd Infantry Division                                                     |
| Leo Genn               | Brigadgeneral Edwin P. Parker Jr.                                                            |
| Harold Goodwin         | Menige , 2nd Oxford & Bucks L.I.                                                             |
| John Gregson           | Padre, 6th Airborne Division                                                                 |
| Jack Hedley            | RAF Briefing Officer                                                                         |
| Donald Houston         | RAF pilot i flygbasen                                                                        |
| Simon Lack             | Air Chief Marshal Sir Trafford Leigh-Mallory, befälhaver för de allierades flygstridskrafter |
| Peter Lawford          | Brigadgeneral Lord Lovat, befälhavare för 1st Special Service Brigade                        |
| Howard Marion-Crawford | Glider Doctor                                                                                |
| Michael Medwin         | Menige Watney, 3rd Infantry Division                                                         |
| Kenneth More           | Kapten Colin Maud, strandledare för Royal Navy                                               |
| Louis Mounier          | Air Chief Marshal Sir Arthur Tedder, Deputy Supreme Allied Commander                         |
| Leslie Phillips        | Royal Air Force officer                                                                      |
| Trevor Reid            | General Sir Bernard Montgomery, Commander Allied Ground Forces                               |
| John Robinson          | Amiral Sir Bertram Ramsay, Commander Allied Naval Forces                                     |
| Norman Rossington      | Menige Clough                                                                                |
| Richard Todd           | Major John Howard, OC D Company, 2nd Oxford & Bucks L.I.                                     |
| Richard Wattis         | Brttisk Fallskärmsjägarofficer, 6th Airborne Division                                        |

| Skådespelare        | Roll                                                                  |
| ------------------- | --------------------------------------------------------------------- |
| Arletty             | Madame Barrault                                                       |
| Jean-Louis Barrault | Fader Louis Roulland                                                  |
| André Bourvil       | Borgmästaren av Colleville                                            |
| Pauline Carton      | Tjänsteflicka                                                         |
| Gil Delamare        | Kustjägare (även filmens ledande stuntregissör)                       |
| Irina Demick        | Janine Boitard (Franska motståndsrörelsen)                            |
| Bernard Fresson     | Kustjägare                                                            |
| Fernand Ledoux      | Louis                                                                 |
| Christian Marquand  | Capitaine de Frégate Philippe Kieffer Befälhavare för Commando marine |
| Madeleine Renaud    | Abbedissan                                                            |
| Georges Rivière     | Sergeant Guy de Montlaur                                              |
| Jean Servais        | Konteramiral Jaujard                                                  |
| Georges Wilson      | Alexandre Renaud                                                      |

| Skådespelare             | Roll                                                                    |
| ------------------------ | ----------------------------------------------------------------------- |
| Hans Christian Blech     | Major Werner Pluskat, 352. Infanterie-Division                          |
| Wolfgang Büttner         | Generallöjtnant Dr. Hans Speidel, stabschef för Armégrupp B             |
| Robert Freitag           | Meyers medhjälpare                                                      |
| Gert Fröbe               | Underofficer "Kaffeekanne" ("Kaffekanna")                               |
| Paul Hartmann            | Generalfältmarskalk Gerd von Rundstedt, befälhavare för OB West         |
| Werner Hinz              | Generalfältmarskalk Erwin Rommel, befälhavare för Armégrupp B           |
| Karl John                | Generallöjtnant Wolfgang Häger                                          |
| Curd Jürgens             | General der Infanterie Günther Blumentritt, stabschef för OB West       |
| Til Kiwe                 | Hauptmann Helmuth Lang, Rommels medhjälpare                             |
| Wolfgang Lukschy         | Generalöverste Alfred Jodl, stabschef för OKW                           |
| Kurt Meisel              | Ernst Düring                                                            |
| Richard Münch            | General der Artillerie Erich Marcks, befälhavare för LXXXIV. Armeekorps |
| Hartmut Reck             | Bernhard Bergsdorf                                                      |
| Heinz Reincke            | Överste Josef Priller, befälhavare för JG 26                            |
| Ernst Schröder           | Generalöverste Hans von Salmuth, befälhavare för 15. Armee              |
| Heinz Spitzner           | Helmuth Meyer                                                           |
| Wolfgang Preiss          | Generalmajor Max-Josef Pemsel, underrättelsechef för 7. Armee           |
| Peter van Eyck           | Överstelöjtnant Ocker, Pluskats befälhavare                             |
| Vicco "Loriot" von Bülow | Luftwaffechefs medhjälpare                                              |

## Kuriosa
- Sean Connery medverkade i filmen precis innan han reste till Jamaica för att spela in den första Bond-filmen, Agent 007 med rätt att döda. Två senare Bondskurkar medverkar även i filmen: Gert Fröbe, som spelar Auric Goldfinger, spelar en tysk soldat och Curd Jürgens, som senare skulle spela Karl Stromberg i Älskade spion, spelar i Den längsta dagen General Major Günther Blumentritt.